# Abbazia dei Santi Nazario e Celso
L'abbazia dei Santi Nazario e Celso, posta nel comune di San Nazzaro Sesia nel parco naturale delle Lame del Sesia, rappresenta uno dei complessi monastici più significativi esistenti in Piemonte: esso è costituito da una cinta muraria con torrette angolari circolari, un alto campanile romanico, una chiesa in stile gotico lombardo ed un elegante chiostro con un ciclo quattrocentesco di affreschi dedicati alle storie di San Benedetto.

## La storia
L'abbazia fu fondata nel 1040 per opera del vescovo di Novara Riprando, della potente famiglia feudataria dei conti di Pombia, poi conti di Biandrate.
Fin dall'epoca longobarda era sorto un antico monastero sempre dedicato ai santi Nazario e Celso nei pressi di un guado sul fiume Sesia.
L'amministrazione dell'abbazia fu affidata dal vescovo Riprando ai monaci benedettini.
Le modalità e le caratteristiche della fondazione di questa abbazia la fanno ascrivere tra i "monasteri di famiglia". Un tipo di fondazione ecclesiastica molto diffuso nel Piemonte dei secoli XI e XII, analogo a quello del "monastero privato" (Eigenkloster), ma caratterizzato da un legame meno stretto tra famiglia fondatrice (in questo caso i conti di Pombia) e istituzione religiosa.

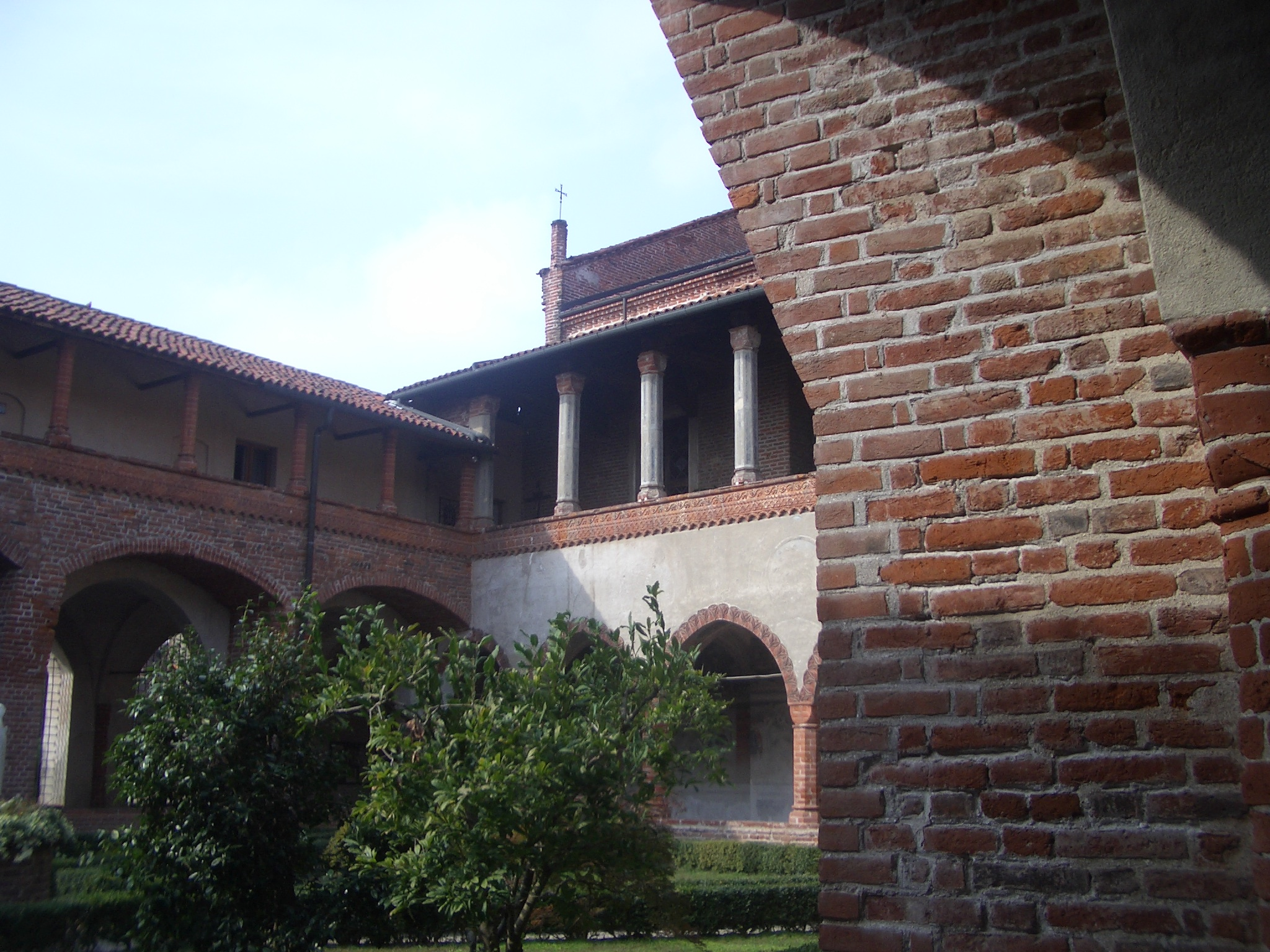
Veduta del chiostro: in primo piano un muro, in secondo piano alberi nascondono gli archi

Nel corso del XIII secolo l'abbazia - caso piuttosto insolito per i complessi abbaziali di pianura - fu fortificata con lo scavo di fossati e l'erezione di mura tutt'intorno, con camminamenti e rotonde torri angolari: in tal modo essa funzionava da ricetto per la popolazione nel caso di incursioni belliche. Il massiccio campanile, aveva anche funzione di torre di difesa e poteva offrire estremo ricovero in caso d'assedio. L'accesso avveniva da un torrione quadrato dotato di un ponte levatoio ora scomparso.
Gli abati riuscirono presto a garantire l'immunità dal potere sia del comune di Novara sia dalla diocesi di Vercelli. I documenti del tempo testimoniano il prestigio goduto dall'abbazia e la rilevanza dei suoi possedimenti che comprendevano, oltre ai terreni attorno al complesso abbaziale, fondi agricoli e proprietà immobiliari poste nel Novarese, in Valsesia (come l'Alpe Meggiana), nel Vercellese e finanche in Canavese.
Dall'abbazia dipendevano: i priorati di Biandrate, Casalbeltrame, Greggio e Olengo.
Dopo un periodo di instabilità politica e di relativa decadenza dell'abbazia, essa rifiorì a partire dal 1426, quando, con bolla pontificia, fu nominato abate Antonio Barbavara, membro di un'importante famiglia nobiliare lombarda. Egli resse le sorti dell'abbazia sino al 1466 promuovendo, assieme all'ammodernamento delle attività agricole, importanti lavori di ristrutturazione ed ampliamento del complesso monastico. Poche strutture architettoniche dell'antica abbazia, oltre alla torre campanaria, rimasero inalterate: vennero interamente ricostruiti, in stile gotico lombardo, la chiesa (dove è posta la tomba del Barbavara) ed il chiostro.
Il Barbavara fu l'ultimo abate a risiedere nel monastero: dopo di lui l'abbazia fu affidata ad abati commendatari che la gestivano stando altrove ed anche i monaci progressivamente scomparvero.
 L'abbazia conobbe nei secoli successive fasi alterne di floridezza e, soprattutto, di degrado. Nel 1801, in seguito alle ordinanze napoleoniche sulla alienazione delle proprietà ecclesiastiche, l'abbazia ed i suoi beni vennero confiscati e venduti ai privati (parti del complesso architetturale con una delle torri angolari sono tuttora proprietà privata).
Iniziò un periodo di marcato degrado, cui si pose rimedio a partire dalla metà del '900 con importanti lavori di recupero che hanno riportato a piena fruibilità le testimonianze storiche ed artistiche dell'antico complesso monastico.

## L'abbazia
Le strutture dell'abbazia hanno riacquisito, dopo il restauro, il fascino di un pezzo di medioevo posto in mezzo alle risaie.

### Il campanile
La parte più antica del complesso abbaziale è il campanile romanico, costruito tra il 1055 ed il 1075, in forma di massiccia torre a pianta quadrata (di 34,9 metri di altezza, ed avente una base con lati di 8 metri) che funzionava anche, in caso di assedio, da torre di difesa. I muri sono costituiti, per oltre metà dell'altezza, da ciottoli di fiume posti a spina di pesce, intervallati da mattoni orizzontali; più in alto, per diminuire la pesantezza della struttura, il ruolo delle pietre e dei mattoni s'inverte. Parte del materiale impiegato fu ottenuto dal recupero di preesistenti edifici diroccati: le grosse pietre angolari poste alla base della torre derivano verosimilmente da antiche costruzioni romane.
La struttura della torre presenta sette piani, divisi tra loro da cornici di archetti pensili in cotto; quattro paraste che ne delimitano gli angoli, la percorrono lungo tutta la sua altezza.
Sulla sommità furono posti, in epoca più tarda, beccatelli alti circa 2 m e sporgenti di circa 25 cm che sostengono il tetto a piramide.
La torre prende luce attraverso feritoie nei piani più bassi, poi da bifore che si aprono sulle diverse specchiature dei piani più alti; per ragioni statiche tali bifore sono state, nel tempo, parzialmente chiuse con mattoni.
Il campanile, staccato di un paio di metri dalla chiesa, presenta al piano a terra un'aula con volta a botte usata verosimilmente come sacrestia della chiesa primitiva. Si sale con una scala a mattoni sino a circa un terzo dell'altezza; poi si prosegue con un ripide scale in legno.

### La chiesa

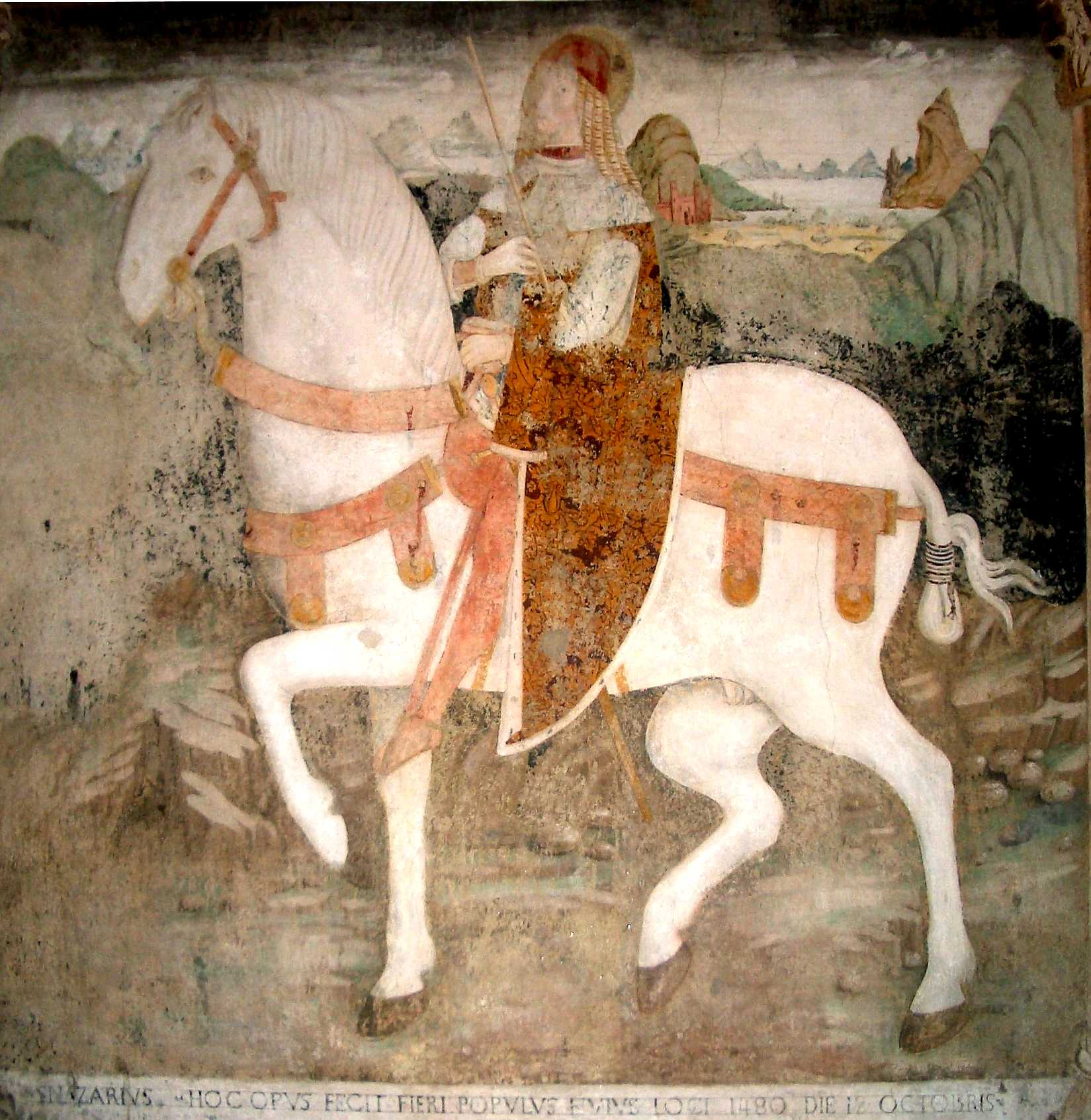
Giovanni Antonio Merli (?), San Nazario a cavallo, affresco della chiesa, 1480.

La chiesa, costruita nel XV secolo per iniziativa dell'abate Antonio Barbavara, è un notevole esempio di architettura gotico-lombarda, con strutture murarie fatte di mattoni a vista e con le eleganti decorazioni in cotto.
Dell'antica costruzione romanica rimangono le due ali porticate che paiono interrompere la facciata all'altezza delle navate laterali: si tratta dei resti del nartece, o più esattamente del quadriportico a due piani con funzioni presumibili di ricovero per i pellegrini. Sono ancora visibili i raccordi con i lati abbattuti del quadriportico, paralleli alla facciata della chiesa. I portici formati da quattro campate sono sorretti da semicolonne addossate a pilastri, con lesene che ne percorrono anche il secondo piano: tali elementi sono costruiti in laterizio, mentre i muri ai quali le lesene si appoggiano sono in calcestruzzo e ciottoli. Una scaletta interna porta al piano superiore diviso anch'esso in quattro campate che prendono luce da bifore.
La facciata gotico-lombarda della chiesa ha la caratteristica forma a capanna ed è resa elegante da un insieme di elementi: gli archetti pensili in cotto posti sotto lo spiovente del tetto, il portale ogivale incorniciato da raffinate decorazioni in cotto (fatte di colonnine a torciglioni e da formelle con motivi geometrici e floreali) ed il rosone con l'occhio di facciata racchiuso da una serie di decorazioni circolari.

#### Interni
L'interno della chiesa è interamente in cotto ed offre al visitatore, con i suoi pilastri polistili, gli archi a sesto acuto, le volte a crociera, e con la sobrietà delle sue decorazioni, la suggestiva atmosfera del gotico lombardo.
L'aula rettangolare della chiesa, è spartita in una grande navata centrale e due navatelle laterali: è composta da tre campate centrali quadrate a cui corrispondono altrettante campate rettangolari nelle navate laterali. Sei pilastri a fascio (composti da quattro semicolonne con capitelli a dado addossate ad un pilastro di sezione quadrata) reggono gli archi e le crociere della volta, con costoloni ornati in cotto. Una quarta campata include il transetto e parte del presbiterio che, a sua volta, termina in un'abside pentagonale.
La tipologia della chiesa rientra nella tradizione del gotico in terra novarese ed in Lomellina, tradizione che ha come notevole esempio la chiesa di San Lorenzo a Mortara.
Sulla parete laterale della navata destra trova posto un affresco datato 1480 avente forma di trittico: un'iscrizione sotto il riquadro centrale testimonia come l'affresco sia stato voluto dalla popolazione di San Nazzaro (S. Nazarius Hoc Opus Fecit Fieri Populus Huius Loci 1480). Al centro è raffigurata l'immagine (oggi piuttosto deteriorata) di San Nazario a cavallo in dimensioni maggiori rispetto alle altre figure del dipinto; sulla sinistra stanno San Celso e un santo martire; sulla destra, Santa Caterina d'Alessandria e San Rocco. L'elegante figura del santo a cavallo, con un paesaggio fantastico sullo sfondo, testimonia il noto attardarsi del gotico internazionale in terra piemontese; anche gli altri santi, nelle loro vesti eleganti, paiono usciti da un libro di miniature. Per l'autore dell'affresco è stato dubitativamente proposto il nome del pittore novarese Giovanni Antonio Merli.
Un secondo affresco, anch'esso a forma di trittico, datato 1464, è posto alla fine della navata destra, all'inizio del presbiterio: esso raffigura la Madonna in trono con Bambino e angeli musicanti fra i santi Sebastiano e Agata. La Madonna in trono è ritratta di fronte ad una struttura architettonica con lesene ed una volta a botte con forte potenza illusionistica: essa mostra come l'autore sia aggiornato sull'arte rinascimentale e sullo studio della prospettiva. Le figure laterali dei santi, vestite con abiti cortesi ed inusitatamente slanciate, ci riportano al prolungarsi di un gusto proprio del contesto culturale che è stato denominato "tramonto del medioevo". Riguardo all'autore dell'affresco si è ipotizzato che sia proveniente dall'area milanese, attento alla lezione del primo Vincenzo Foppa.

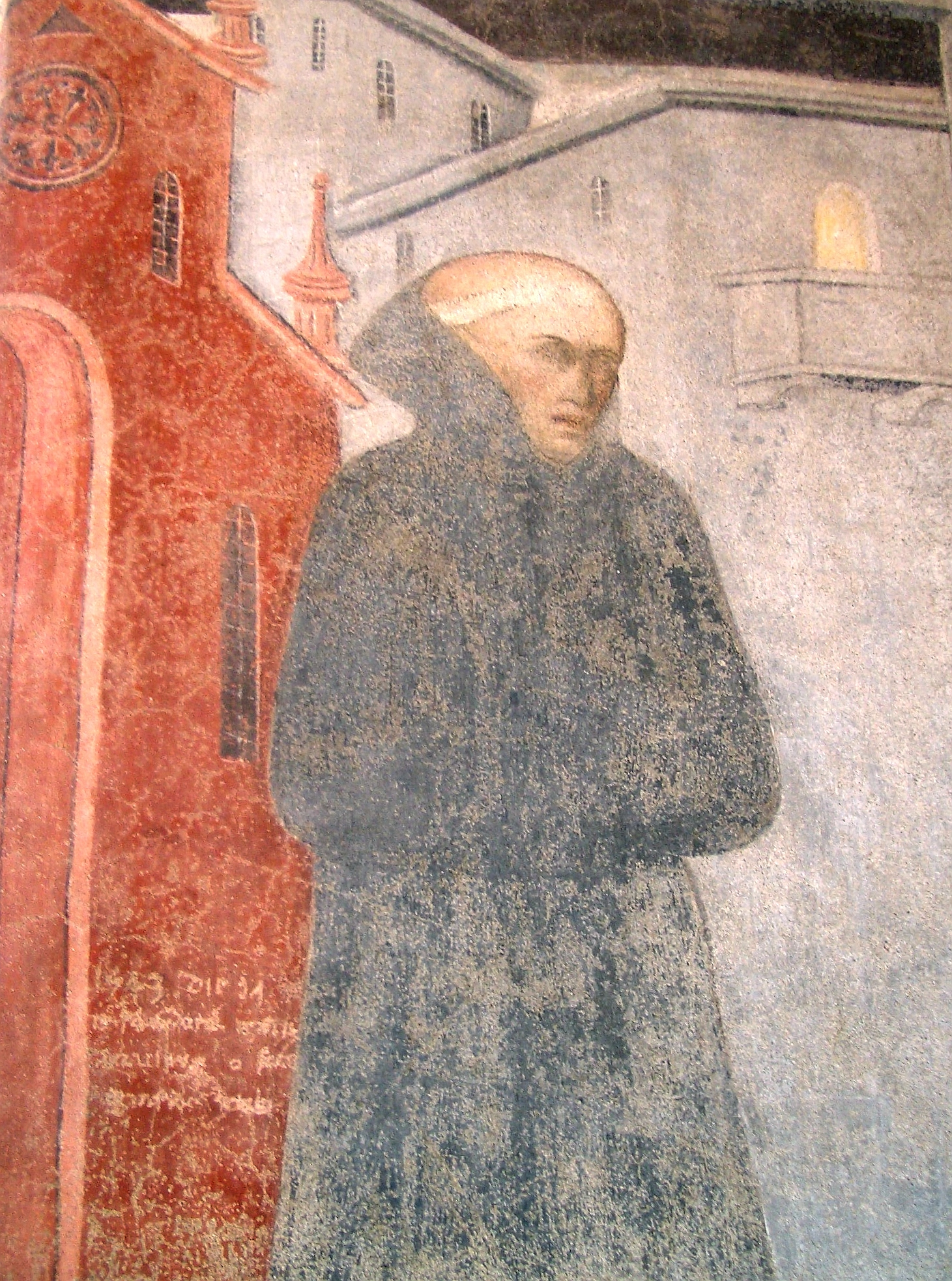
Monaco benedettino inoperoso, affreschi del chiostro

### Il chiostro
Il chiostro - costruito probabilmente nel '300 e fatto ristrutturare dal Barbavara nel secolo successivo - presenta anch'esso linee di sobria eleganza. È formato da un porticato con arcate e volte a crociera che si dispiega lungo i lati di un quadrato. Tre lati sono uguali tra loro; presentano, al piano terra, pilastri cruciformi con il lato verso il cortile molto sporgente in modo da reggere il ballatoio: esso è composto da colonnette che, a loro volta, sostengono la falda del tetto. Il quarto lato è addossato alla chiesa; cinque colonne ottagonali danno slancio alle arcate ogivali e reggono un più alto ed elegante ballatoio. Di notevole interesse è il fregio, composto da formelle in terracotta, che corre ininterrottamente lungo i quattro lati del chiostro.
Sotto le arcate del piano terra si dispiega un vastissimo ciclo di affreschi eseguito nella seconda metà del '400 e dedicato alla Vita di San Benedetto. L'omaggio pittorico al fondatore dell'ordine monastico segue un preciso programma iconografico ispirato principalmente (ma non esclusivamente) dal racconto della sua vita e dei suoi miracoli scritto da San Gregorio Magno.
Gli affreschi che dovevano correre, su due ordini sovrapposti, lungo tutte le pareti del chiostro (e forse anche in altri ambienti del monastero ad esso contigui), sono ormai molto deteriorati: quelli relativamente meglio conservati stanno sul lato a ridosso della chiesa, nelle lunette della volta.
Un recente restauro ha riportati le pitture a sufficiente leggibilità, consentendo d'apprezzarne il valore iconografico ed artistico. San Benedetto giovane vi è raffigurato con capelli biondi, che man mano, nelle successive scene della sua vita, si incanutiscono. È vestito, come i suoi confratelli, con la cocolla nera (tipica dei "benedettini neri" insediati a San Nazzaro). Le scene che si susseguono seguono la narrazione della vita di San Beneddetto presente nei Dialogo di Gregorio Magno. Sono narrate con la sobrietà del miniatore, sfruttando sapientemente gli spazi disponibili e sacrificando al racconto le architetture degli edifici e la vastità dei paesaggi: la cifra stilistica è tipicamente gotica, attardata su modelli iconografici trecenteschi.
Nessuna fondata ipotesi è stata sinora formulata sull'autore dei dipinti. Pur nell'ambito di una narrazione che appare stilisticamente unitaria, alcuni critici hanno ritenuto di riconoscere la mano di due diversi maestri quattrocenteschi che sono stati denominati convenzionalmente - in relazione alle parti del ciclo che da loro sarebbero state eseguite - "Autore delle case grigie" e "Autore dei castelli rossi".
In ogni caso pare plausibile il committente del ciclo di affreschi sia stato lo stesso Antonio Barbavara e che esso debba quindi datarsi prima del 1467, anno della sua morte. Il linguaggio utilizzato si mostra aggiornato sui tratti della pittura milanese di metà Quattrocento, in particolare su quelli di Bonifacio Bembo

## Promozione
Dal 1997 è attiva a San Nazzaro Sesia l'Associazione Culturale "Amici dell'Abbazia".
Scopo dell'Associazione è quello di divulgare a livello nazionale e internazionale la conoscenza dell'abbazia, della sua storia e della sua architettura, quale insigne monumento di abbazia fortificata benedettina. Per far questo l'associazione organizza eventi culturali quali concerti, mostre e conferenze, tutti ad ingresso libero, con programmazione annuale.

## Immagini dell'abbazia

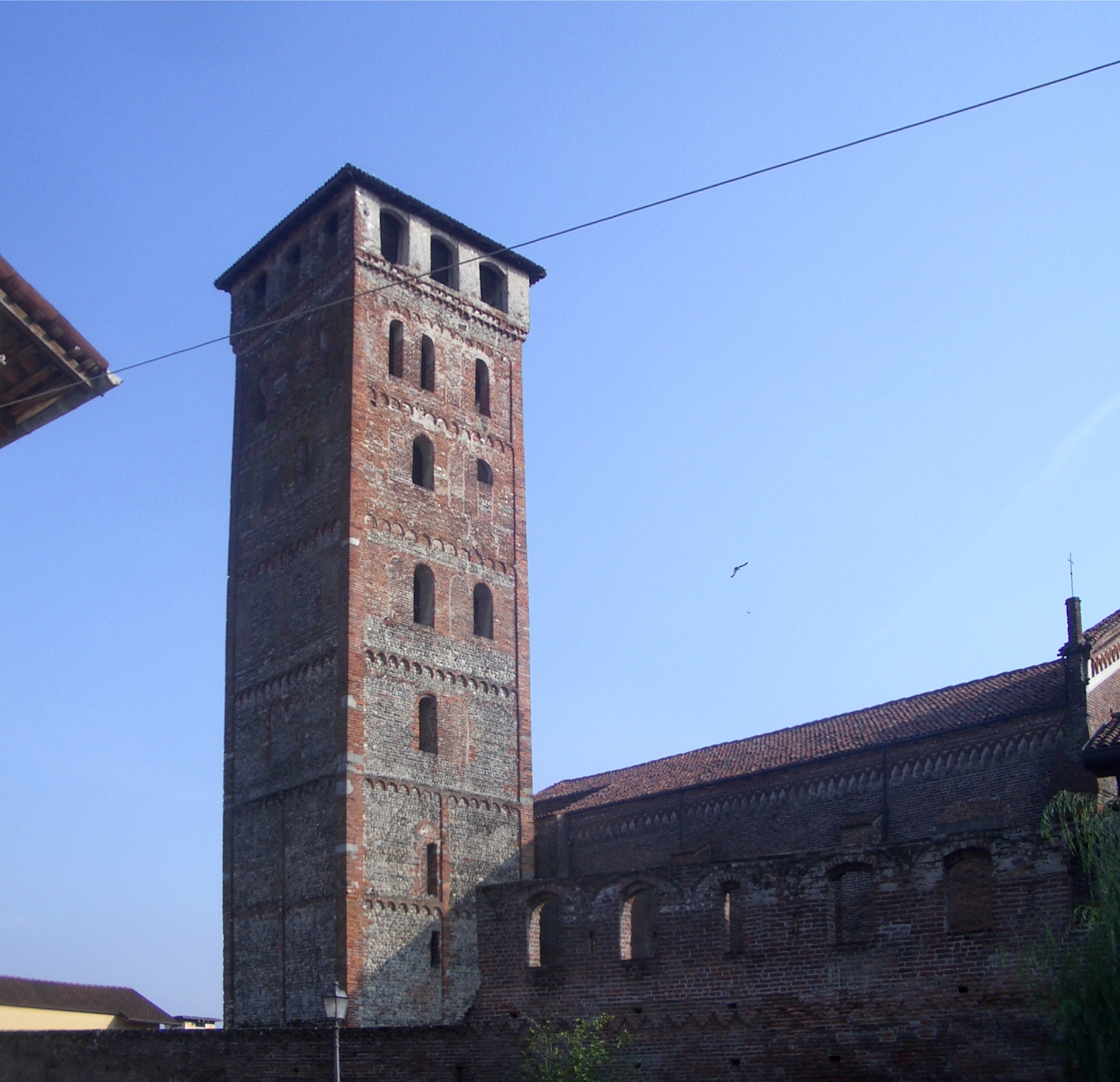
Il campanile romanico
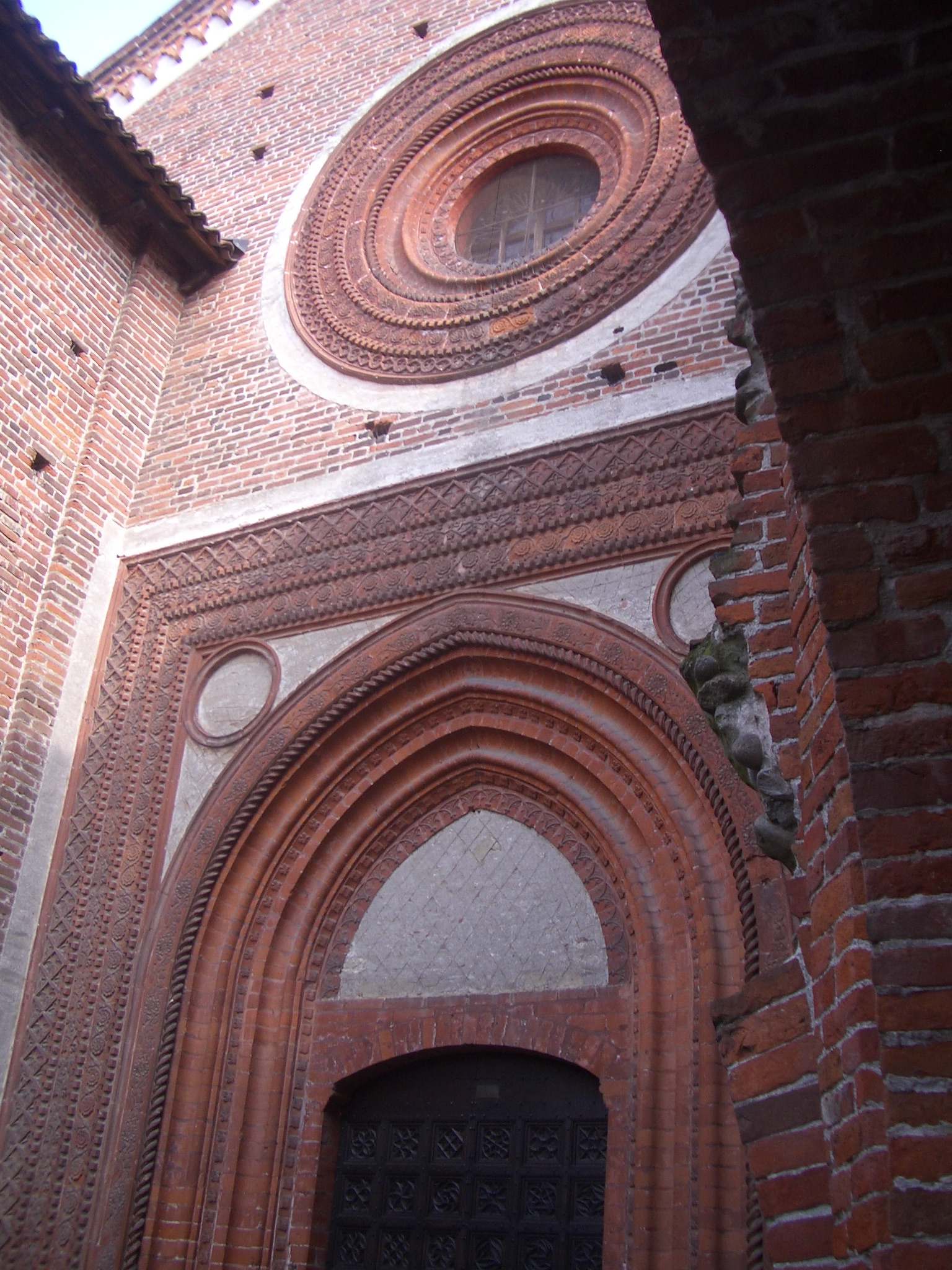
Il portale principale sovrastato da arcata ogivale e il rosone della facciata
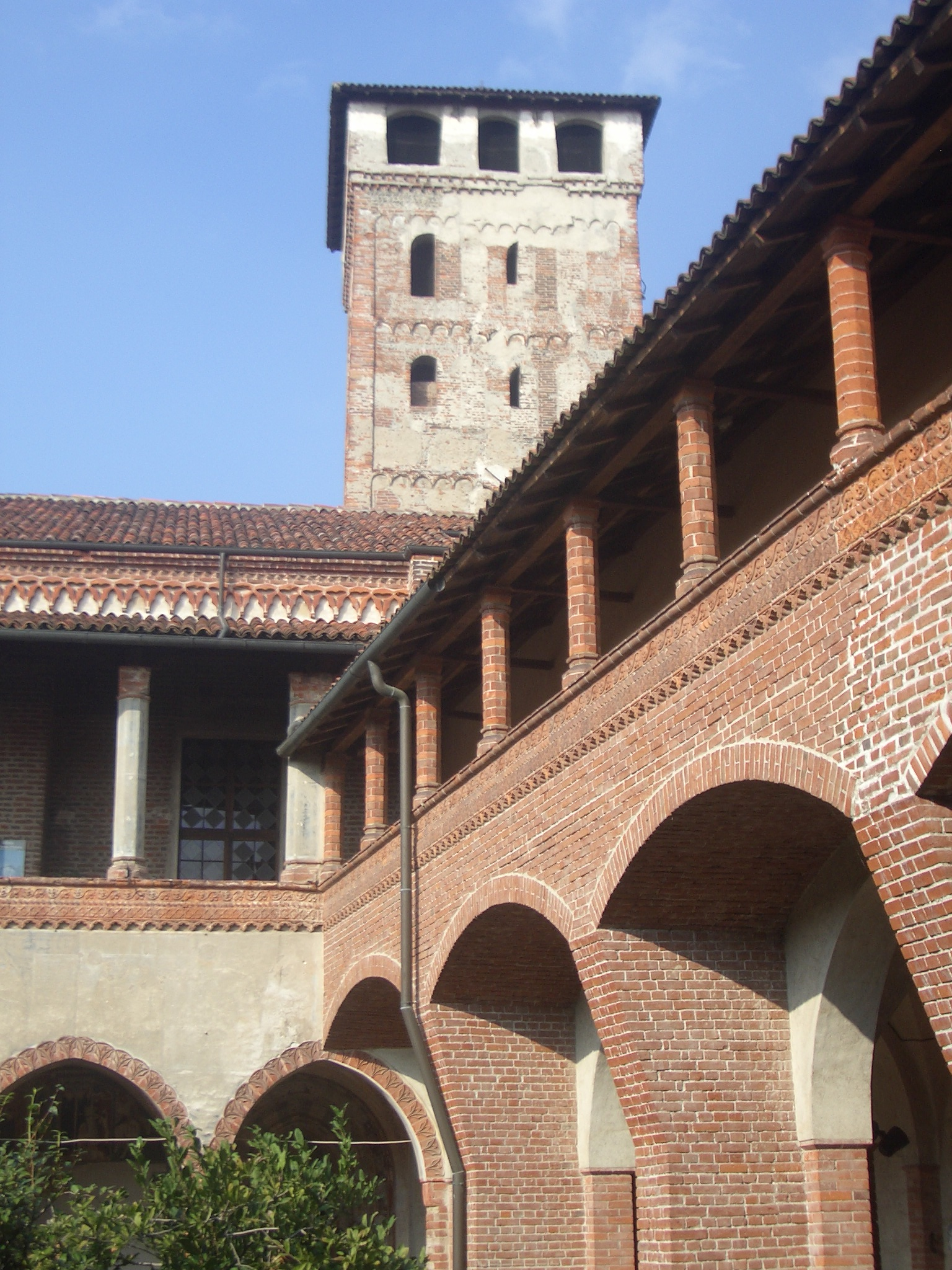
Veduta del chiostro con il campanile romanico sullo sfondo
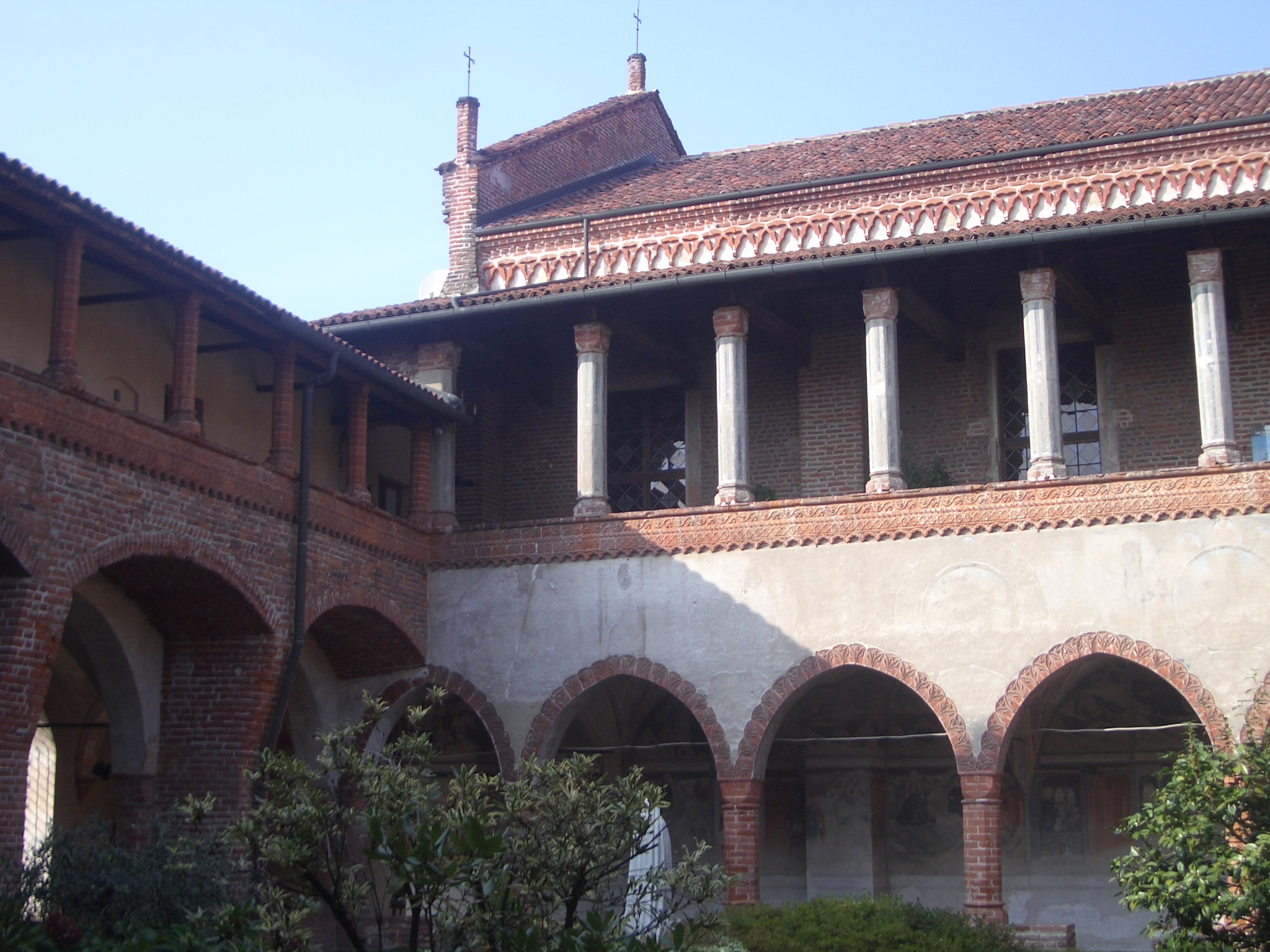
Veduta del chiostro
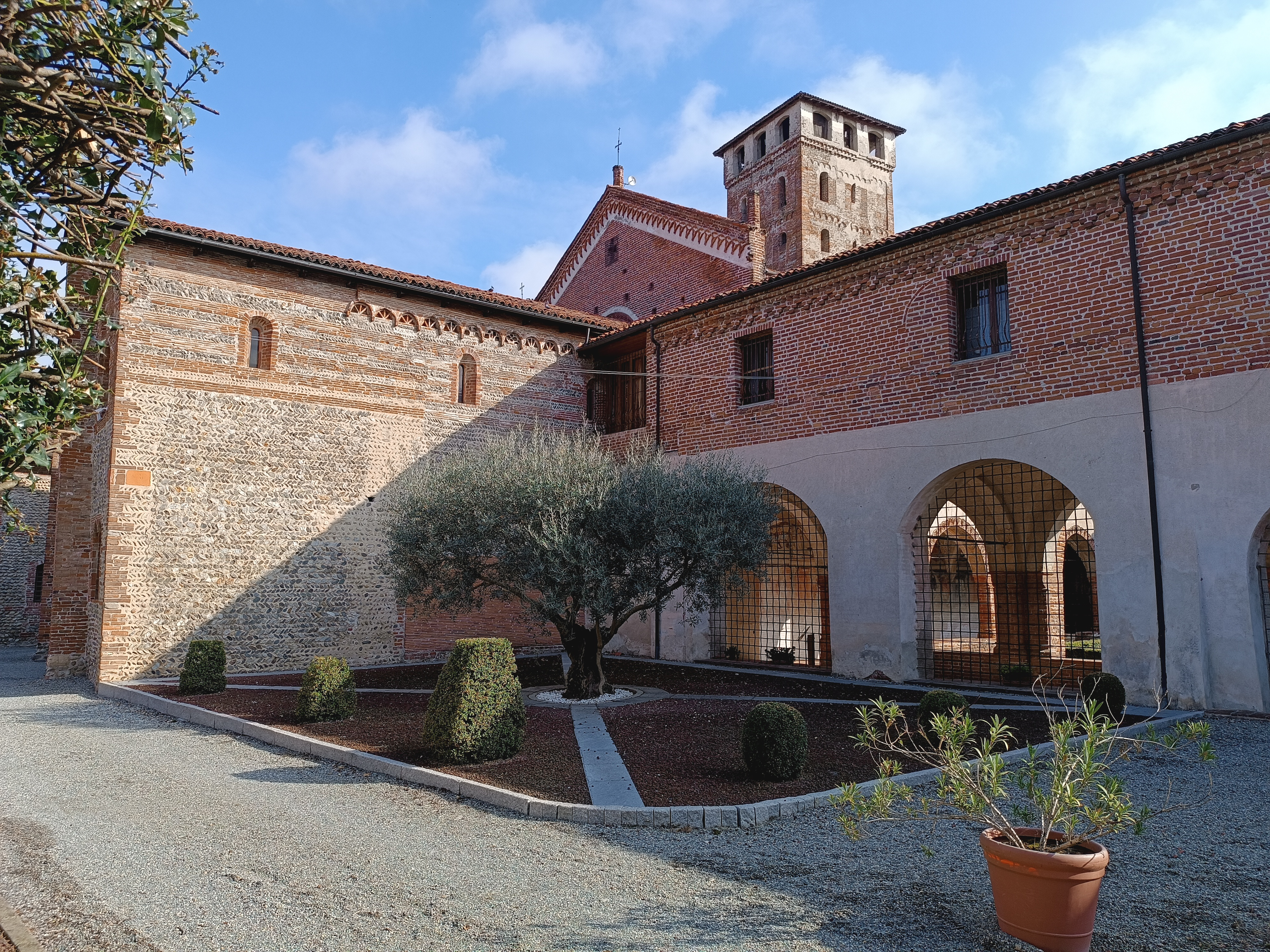
Giardino antistante l'Abbazia
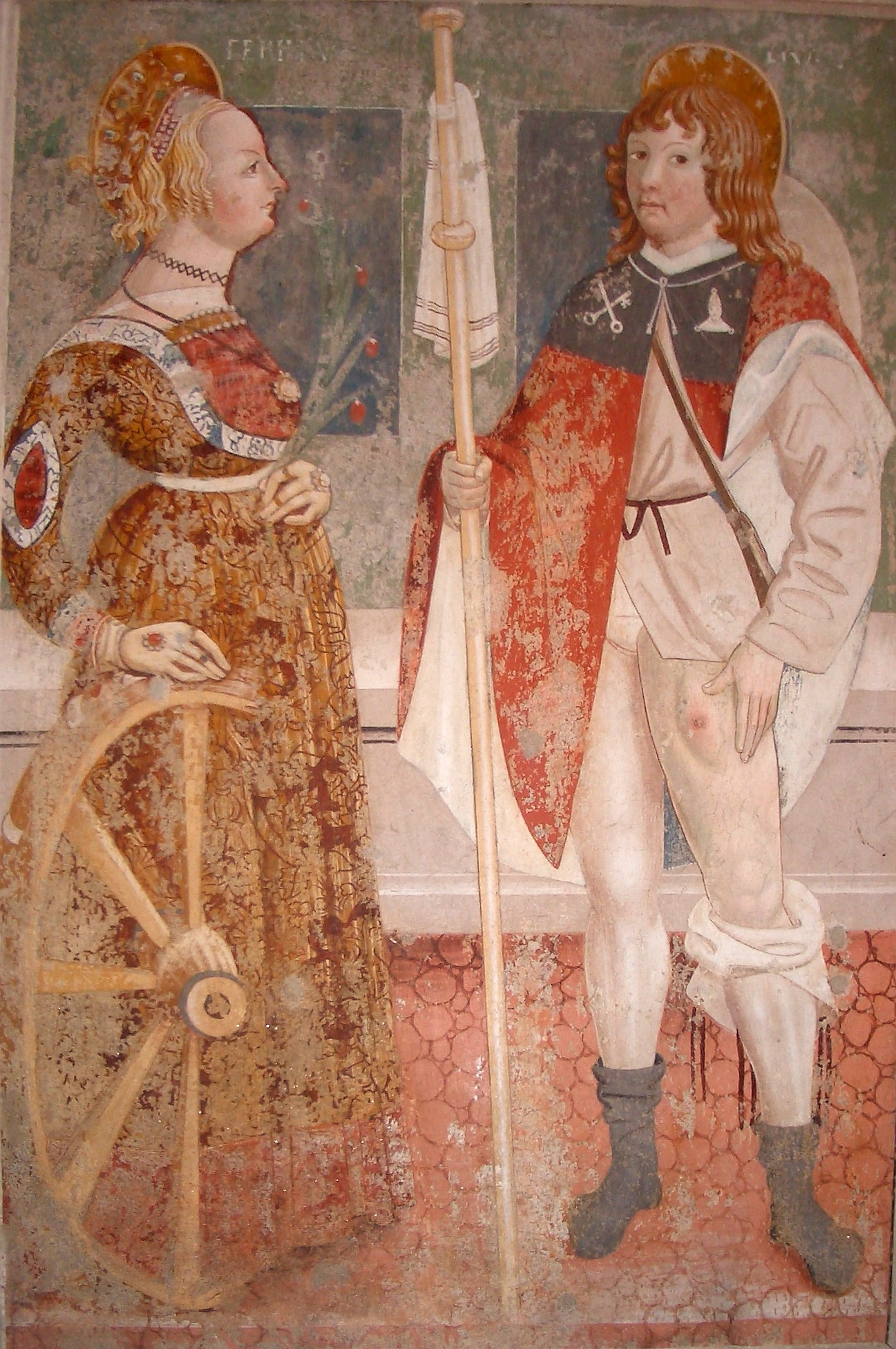
Giovanni Antonio Merli (?), Santa Caterina d'Alessandria e San Rocco, affresco della chiesa, 1480
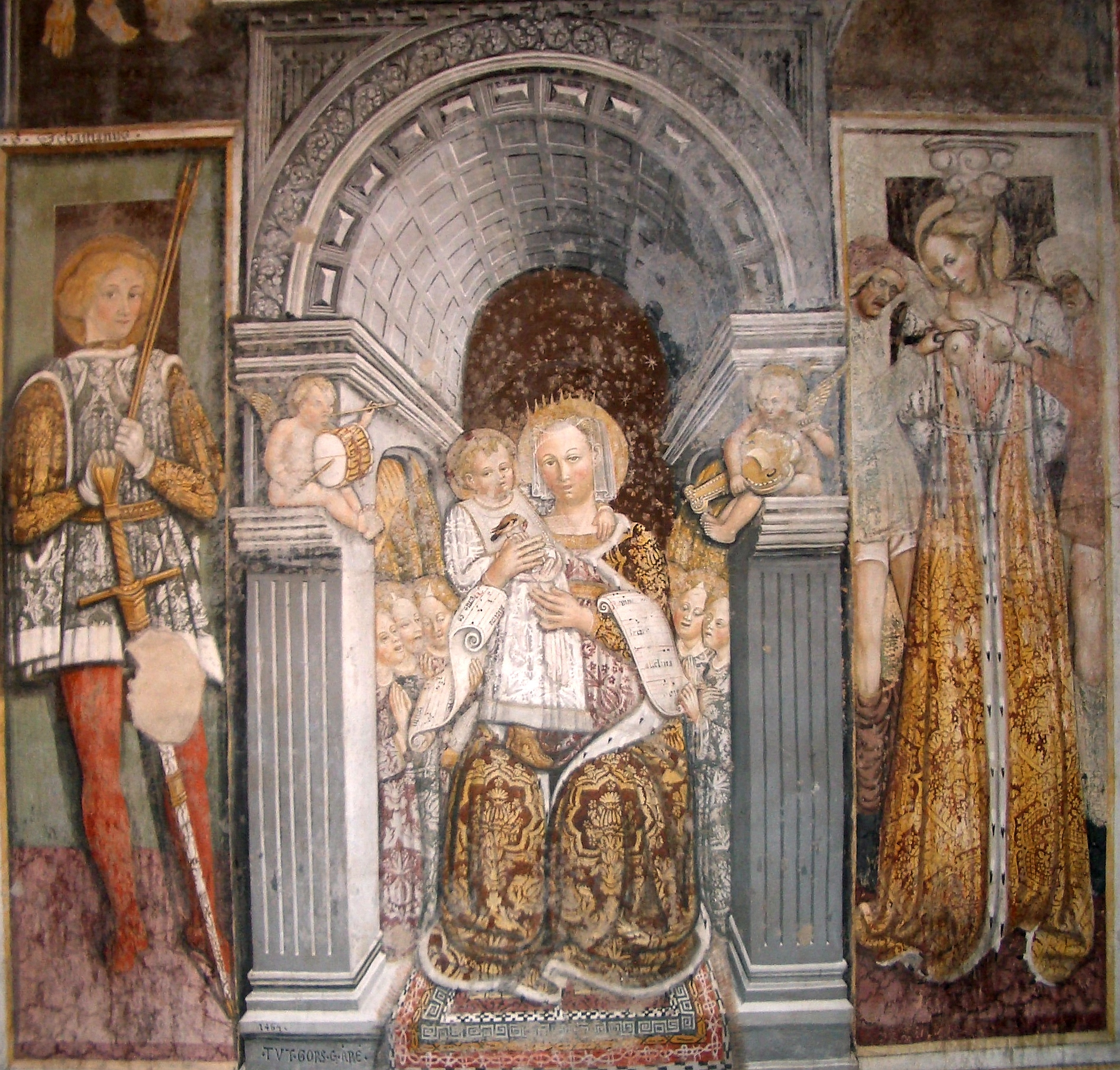
Autore ignoto del XV secolo, Madonna in trono con Bambino fra i santi Sebastiano e Agata, affresco della chiesa
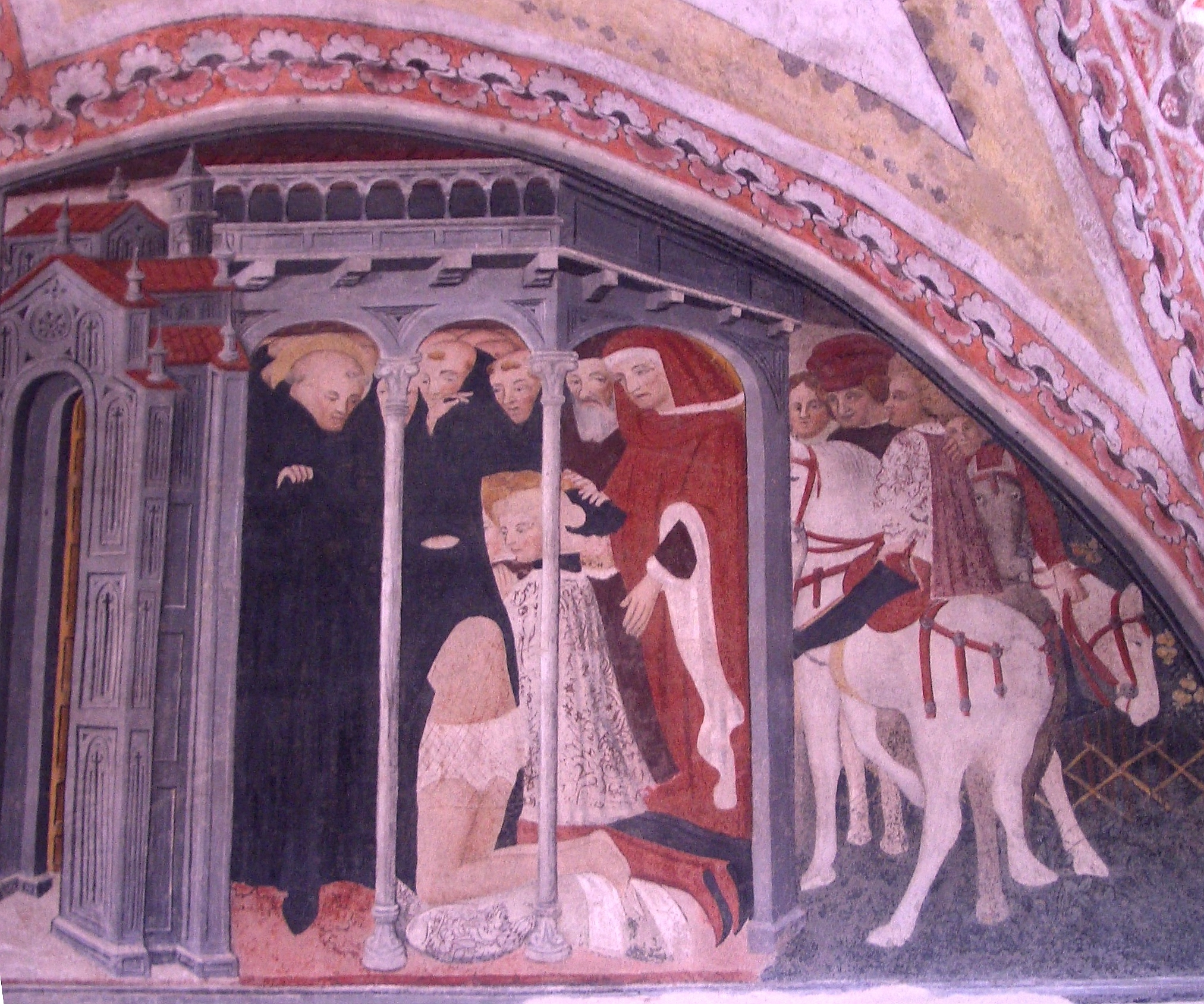
Ciclo di affreschi del chiostro, San Benedetto prende i voti monastici
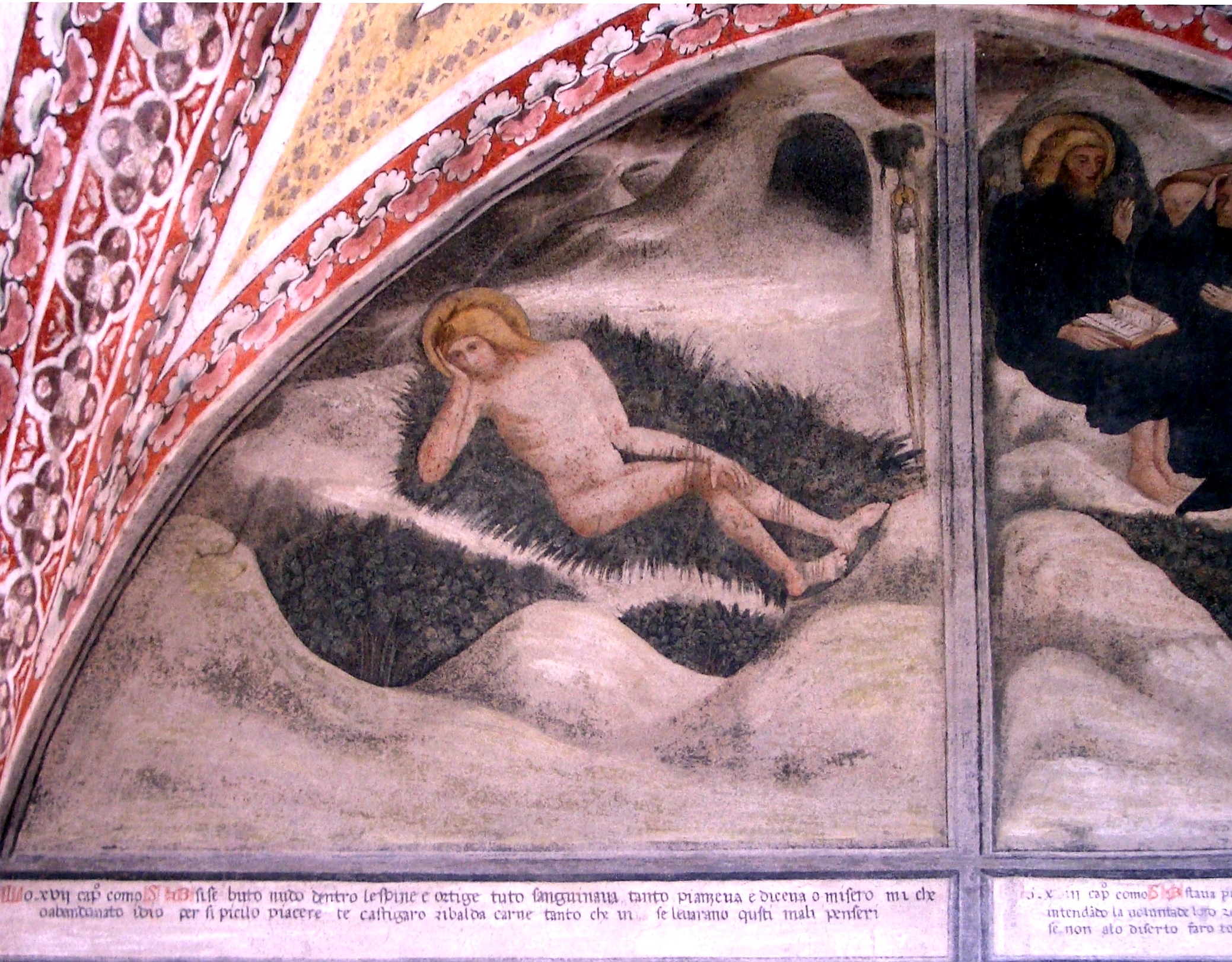
Ciclo di affreschi del chiostro, San Benedetto castiga il proprio corpo nelle ortiche